# Sueño de amor (película de 1935)
Sueño de amor es una película dramática histórica mexicana de 1935 dirigida por José Bohr y protagonizada por Claudio Arrau, Julieta Palavicini y Consuelo Frank.
 La película retrata la vida del compositor Franz Liszt, particularmente su relación con George Sand.

## Reparto
- Claudio Arrau como Franz Liszt.
- Julieta Palavicini como George Sand.
- Consuelo Frank como María, condesa d'Agoult.
- Elena D'Orgaz como Carolina.
- Josefina Escobedo como Juana Isabel Carolina Iwanowsky, princesa de Sayn Watgenstein.
- Carlos Villatoro como Alfred de Musset.
- Manuel Buendía como Príncipe.
- Godofredo de Velasco como Conde d'Argoult.
- Pilar Mata
- Irene Obermayer
- Carmen Conde